# Hemerobius barkalovi
Hemerobius barkalovi är en insektsart som beskrevs av Vladimir V. Dubatolov 1996. Hemerobius barkalovi ingår i släktet Hemerobius och familjen florsländor. Inga underarter finns listade i Catalogue of Life.